# Subtraktiv färgblandning

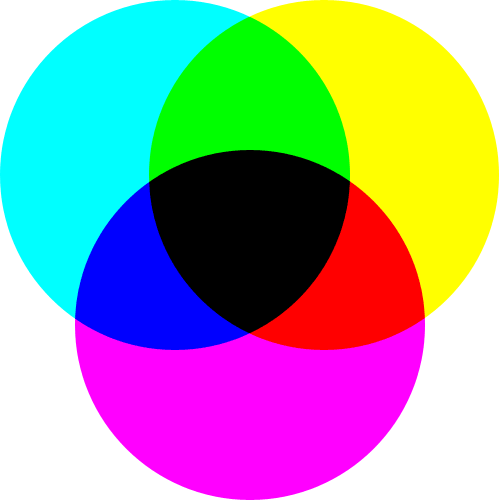
Subtraktiv färgblandning med tre färgade filter framför en ljuskälla.

Johannes Ittens färgcirkel.

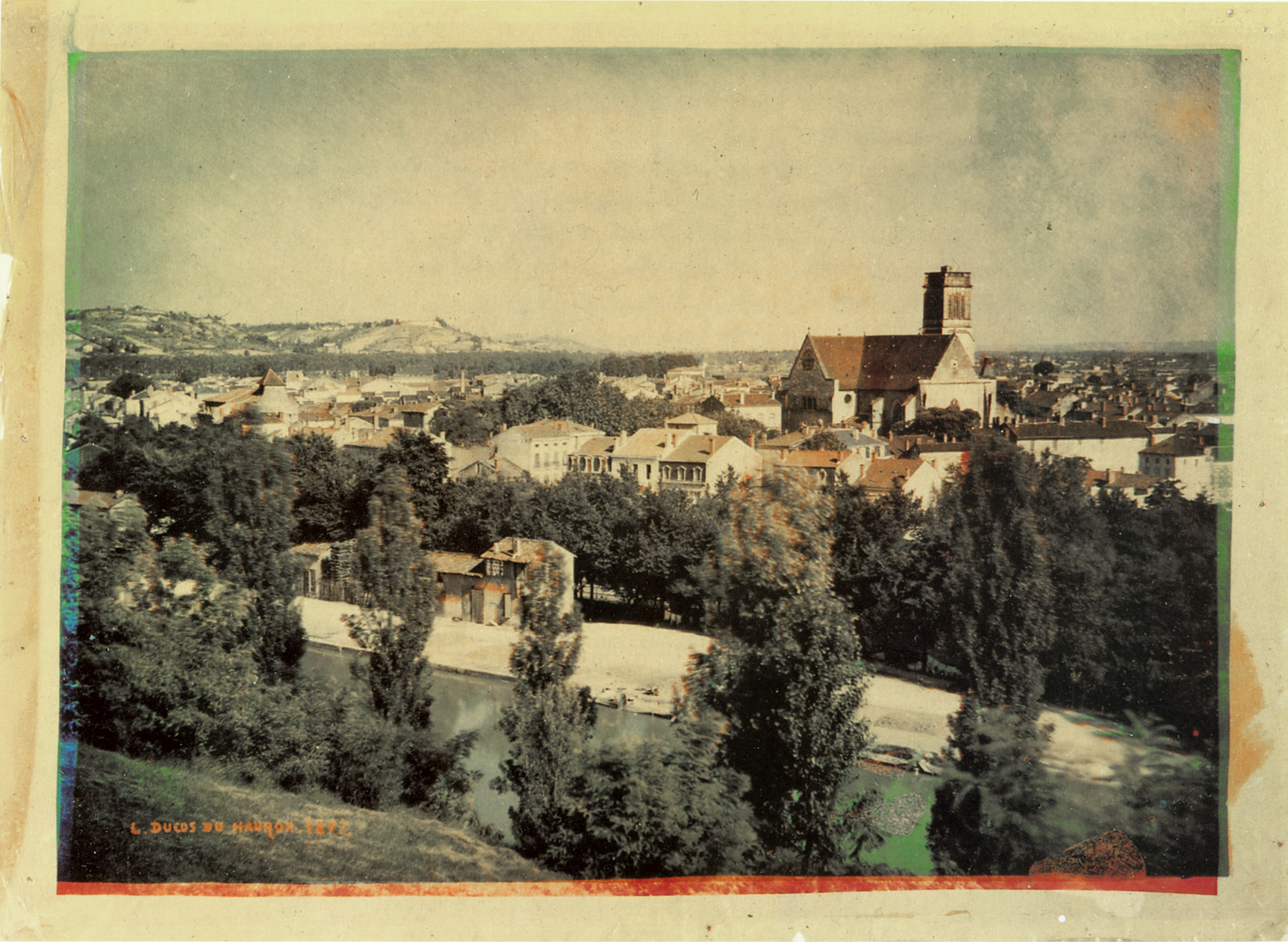
Bild från 1877 av fotografen Louis Ducos du Hauron, en pionjär inom färgfotografi. Den subtraktiva färgblandningen med överlappande bildelement i cyan, gult och rött ses tydligt.

Vid subtraktiv färgblandning får man fram olika färger (kulörer) genom att förändra ljusstrålningens kvantitet och våglängdssammansättning. Ett sätt är att placera färgade filter framför en ljuskälla så att vissa våglängder absorberas. Ett annat exempel är målarens blandning av pigment för att få önskad kulör. Ju större mängd av ljuset som absorberas desto mörkare är den färg vi uppfattar, och i teorin kan man åstadkomma svart genom blandning av tre välvalda pigment. 
För blandning av pigment finns flera olika uppsättningar av tre grundfärger eller primärfärger som tillsammans med svart och vitt antogs kunna räcka till för att åstadkomma alla andra färger. Den vanligaste uppsättningen – ett rött, ett gult och ett blått pigment – blev kodifierad kring år 1600.  På 1900-talet skapade konstnären Johannes Itten en färgcirkel byggd på tre sådana pigment och antog att det räckte med dessa tre för att få fram alla tänkbara kulörer. Det fungerar dock inte i praktiken, eftersom blandfärgerna alltid blir mörkare än primärfärgerna. De färger som kan blandas till av endast två pigment kallas sekundärfärger – i detta fall alltså grönt, lila och orange.
Vid tryckning använder man oftast primärfärgerna cyan, magenta och gult. Eftersom man använder ljusa färger räcker de inte till för att få fram riktigt svart, så de kombineras ofta med en så kallad nyckelfärg (eng. keycolor), oftast svart, för att främst förstärka kontrasten i bilderna. Detta system kallas för CMYK enligt de använda färgernas engelskspråkiga namn.